# Atlanta Hawks 1988-1989
La stagione 1988-89 degli Atlanta Hawks fu la 40ª nella NBA per la franchigia.
Gli Atlanta Hawks arrivarono terzi nella Central Division della Eastern Conference con un record di 52-30. Nei play-off persero al primo turno con i Milwaukee Bucks (3-2).

## Roster
| N° | Naz.                   | Ruolo | Sportivo          | Anno | Alt. | Peso |
| -- | ---------------------- | ----- | ----------------- | ---- | ---- | ---- |
| 2  | Stati Uniti (bandiera) | C     | Moses Malone      | 1955 | 208  | 98   |
| 4  | Stati Uniti (bandiera) | G     | Spud Webb         | 1963 | 168  | 60   |
| 5  | Stati Uniti (bandiera) | G     | Pace Mannion      | 1960 | 201  | 86   |
| 10 | Stati Uniti (bandiera) | G     | John Battle       | 1962 | 188  | 79   |
| 21 | Stati Uniti (bandiera) | GA    | Dominique Wilkins | 1960 | 201  | 91   |
| 22 | Stati Uniti (bandiera) | GA    | Dudley Bradley    | 1957 | 198  | 88   |
| 24 | Stati Uniti (bandiera) | G     | Reggie Theus      | 1957 | 201  | 86   |
| 25 | Stati Uniti (bandiera) | G     | Doc Rivers        | 1961 | 193  | 84   |
| 32 | Stati Uniti (bandiera) | C     | Jon Koncak        | 1963 | 213  | 113  |
| 33 | Stati Uniti (bandiera) | GA    | Duane Ferrell     | 1965 | 201  | 95   |
| 35 | Stati Uniti (bandiera) | AC    | Antoine Carr      | 1961 | 206  | 102  |
| 44 | Stati Uniti (bandiera) | A     | Ray Tolbert       | 1958 | 206  | 102  |
| 53 | Stati Uniti (bandiera) | A     | Cliff Levingston  | 1961 | 203  | 95   |

## Staff tecnico
- Allenatore: Mike Fratello
- Vice-allenatori: Cazzie Russell, Brian Hill